# Hypsithylla celebesiana
Hypsithylla celebesiana là một loài nhện trong họ Pisauridae.
Loài này thuộc chi Hypsithylla. Hypsithylla celebesiana được Embrik Strand miêu tả năm 1913.